# Лундин, Арнольд Геннадьевич
Арнольд Геннадьевич Лундин (8 июня 1926 года, Казань — 2014) — специалист в области ядерного магнитного резонанса в конденсированных средах,  доктор физико-математических наук (1967), профессор (1969), бывший заместитель директора Института физики СО АН СССР (1963-1979).

## Биография
Арнольд Геннадьевич Лундин родился 8 июня 1926 года в городе Казани в семье инженера и педагога. В 1931 году он переехал с семьей в Москву. В 1947 году окончил радиотехнический факультет Московского энергетического института. По распределению устроился на работу в Институт физических проблем АН СССР. Работал там с 1947 по 1950 год в отделе, под руководством будущего  президента АН СССР академика А. П. Александрова. В институте проявил интерес к изучению ядерного магнитного резонанса.
В 1950 году А. Лундин уехал работать в Красноярск на должность начальника лаборатории радиозавода. В 1950–1663 годах он работал на красноярском радиозаводе, начальником отдела, с 1959 года — главным инженером СКБ Мининистерства радиопромышленности. В 1963–1979 годах работал на должности заместителя директора по научной работе Института физики Сибирского отделения АН СССР, был заведующим отделения радиоспектроскопии.
С 1980 года работал профессором кафедры физики Сибирского технологического института (ныне Сибирский государственный технологический университет, г. Красноярск); с 1980 по 1990 год – заведующий кафедрой физики технологического института. Занимался педагогической деятельностью: c 1949 года преподавал в МГУ, потом, с 1966 по 1979 год — в Красноярском государственном университете и Сибирском технологическом институте (ныне Сибирский государственный технологический университет).
Область научных интересов: изучение ядерного магнистного резонанса (ЯMP) в кристаллах и его применение в радиоэлектронике. Арнольд Геннадьевич разработал теорию, поясняющую особенности спектров ЯMP, применительно к молекулярной диффузии и подтвердил ее в экспериментах, создал высокоточную методику изучения кристаллов с помощью ЯМР.
Арнольд Геннадьевич Лундин является автором около 150 научных работ и изобретений. Под его руководством было подготовлено и защищено 28 кандидатских диссертаций (Чичиков С. А.,  Вахрамеев А. М. и др.) и девять докторских.

## Труды
- ЯМР-спектроскопия. М., 1986 (совм. с Э. И. Фединым);
- Внутренняя подвижность в твердом теле. Новосибирск, 1986 (совм. с С. П. Габудой);
- Ядерный магнитный резонанс. Основы и применения. Новосибирск, 1980 (совм. с Э. И. Фединым);